# Nagyrunk
Nagyrunk románul: Runcu Mare, falu Romániában, Erdélyben, Hunyad megyében.

## Fekvése
Vajdahunyadtól nyugatra fekvő település.

## Története
'Nagyrunk, Ronk nevét 1482-ben p. Rwnk néven említette először oklevél.
Későbbi névváltozatai: 1506-ban v. Ronk, 1808-ban Runk, 1888-ban Nagyrunk, 1913-ban Nagyrunk.
1510-ben Runk Hunyadvár tartozékai közé tartozott.
A trianoni békeszerződés előtt Hunyad vármegye Vajdahunyadi járásához tartozott.
1910-ben 480 lakosából 7 magyar, 469 román volt. Ebből 6 református, 469 görögkeleti ortodox, 5 izraelita volt.

## Források

Nagyrunk egy régi térképen